# Marietta (Karolina Północna)
Marietta – miasto w Stanach Zjednoczonych, w stanie Karolina Północna, w hrabstwie Robeson.